# Bolitoglossa helmrichi
Bolitoglossa helmrichi là một loài kỳ giông thuộc họ Plethodontidae.
Đây là loài đặc hữu của Guatemala.
Môi trường sống tự nhiên của chúng là vùng núi ẩm nhiệt đới hoặc cận nhiệt đới và các đồn điền.
Chúng hiện đang bị đe dọa vì mất môi trường sống.